# 印度斯坦航空體育俱樂部
印度斯坦航空體育俱樂部（英語：Hindustan Aeronautics Limited Sporting Club）是一家設於印度卡納塔克邦班加羅爾的足球俱樂部，俱樂部名稱以擁有者印度斯坦航空有限公司命名。俱樂部目前於班加羅爾超級聯賽參賽，並在之前曾參加過印度國家足球聯盟與印度足球甲級聯賽等印度頂級足球賽事。

## 歷史

### 2006–2010年
印度斯坦航空體育俱樂部建立於2006年，並在該年參加2006年印度國家足球聯盟乙級聯賽，並在賽季後獲得第三名，依規定只有前兩名可以晉級，但由於第一名的塔塔足球學院足球隊無法建立符合印度國家足球聯盟規定，因此由印度斯坦航空替補晉級。因此，印度斯坦航空成為第11支參加印度國家足球聯盟的球隊，同期晉級的還有邱吉爾兄弟體育俱樂部。
但是在2006–07年印度國家足球聯盟賽季，印度斯坦航空表現並不理想，在賽季末時俱樂部排行在倒數第一，因此印度斯坦航空只參加一季便遭降級。

### 2010年–現今
印度斯坦航空體育俱樂部在2010年於2010年印度足球乙級聯賽以第二名收場，獲得2010–11年印度足球甲級聯賽參加資格，使球隊成為繼枝拉格联喀拉拉之後，南印度第二支參加印度足球甲級聯賽的球隊。但是俱樂部在印甲狀況不佳，靠著賽季最後一場以4-2打敗應屆冠軍丹波，才免於被降級至印度足球乙級聯賽，但是在2011–12年印度足球甲級聯賽賽季時，俱樂部以1勝5和20敗排名最後，被降級至2013年印度足球乙級聯賽。

## 隊徽
印度斯坦航空體育俱樂部隊徽與印度斯坦航空有限公司的標誌不一樣。印度斯坦航空有限公司的標誌左邊有一噴射機環繞地球，右邊並有印度文與英文之HAL公司縮寫。而印度斯坦航空體育俱樂部隊徽單純只有綠色的HAL縮寫字體。

## 主場
印度斯坦航空體育俱樂部自2006年起，便以班加羅爾足球場為主場。

## 球隊榮耀
- 印度足球乙級聯賽（英语：I-League 2nd Division）

亞軍：2010年（1次）